# Троица (Ивано-Франковская область)
Тро́ица (укр. Троїця) — село в Заболотовской поселковой общине Коломыйского района Ивано-Франковской области Украины.
Население по переписи 2001 года составляло 1898 человек. В 2021 году население составляло 1711 человек. Занимает площадь 24,7 км². Почтовый индекс — 78350. Телефонный код — 03476.